# Freja (人工衛星)
Frejaはスウェーデンの人工衛星。スウェーデン国立宇宙委員会に代わってスウェーデン宇宙公社が開発した。1992年10月6日、中国の酒泉衛星発射センターから長征2号Cロケットによって相乗り衛星として打ち上げられた。
実験費を除いた衛星に関する全費用は1900万ドル。費用はスウェーデン国立宇宙委員会を通じた税金とWallenberg Foundationからの寄付金、そして約25%がドイツ科学技術省の資金によって負担された。

## 実験 （ペイロード）
- (F1) Electric Fields, スウェーデン王立工科大学（スウェーデン）
- (F2) Magnetic Fields, 応用物理研究所（英語版）（アメリカジョンズ・ホプキンス大学）
- (F3C) Cold Plasma, カナダ国家研究会議（英語版）（カナダ）
- (F3H) Particles; Hot Plasma, スウェーデン宇宙物理研究所（英語版）（スウェーデンキルナ）
- (F4) Waves, スウェーデン宇宙物理研究所（スウェーデンウプサラ）
- (F5) Auroral Imager, カルガリー大学（カナダ）
- (F6) Electron Beam, マックス・プランク研究所（ドイツ）
- (F7) Particle Correlator, マックス・プランク研究所（ドイツ）